# Milow (đô thị)
Milow là một đô thị ở huyện Ludwigslust-Parchim (trước 2011 thuộc huyện Ludwigslust), bang Mecklenburg-Vorpommern, Đức. Đô thị này có diện tích 33,43 km², dân số thời điểm 31 tháng 12 là 469 người.